# Brunei Open
Die Brunei Open sind die offenen internationalen Meisterschaften von Brunei im Badminton. Sie wurden 1992 bis 1996 und 1998 ausgetragen, pausierten danach jedoch, da sich Brunei in den folgenden Jahren als Ausrichter der Grand-Prix-Finals etablierte und damit das hochkarätigste Turnier nach WM und Olympia ausrichtete.

## Die Sieger
| Saison    | Herreneinzel      | Dameneinzel       | Herrendoppel                             | Damendoppel                            | Mixed                        |
| --------- | ----------------- | ----------------- | ---------------------------------------- | -------------------------------------- | ---------------------------- |
| 1992      | Fung Permadi      | Meiluawati        | Reony Mainaky Aras Razak                 | Rosalina Riseu Lilik Sudarwati         | nicht ausgetragen            |
| 1993      | Fung Permadi      | Silvia Anggraeni  | Pramote Teerawiwatana Sakrapee Thongsari | Ika Heny Nursanti Lilik Sudarwati      | nicht ausgetragen            |
| 1994      | Sun Jun           | Zhang Ning        | Cun Cun Haryono Victo Wibowo             | Zhang Jin Peng Xinyong                 | nicht ausgetragen            |
| 1995      | Rashid Sidek      | Yao Jie           | Cun Cun Haryono Ade Lukas                | Eny Oktaviani Nonong Denis Zanati      | nicht ausgetragen            |
| 1996      | Dwi Aryanto       | Wu Huimin         | Cun Cun Haryono Ade Lukas                | Thitikan Duangsiri Pornsawan Plungwech | Sandiarto Vera Octavia       |
| 1997      | nicht ausgetragen | nicht ausgetragen | nicht ausgetragen                        | nicht ausgetragen                      | nicht ausgetragen            |
| 1998      | Taufik Hidayat    | Gong Ruina        | Tony Gunawan Halim Haryanto              | Yang Wei Huang Nanyan                  | Jens Eriksen Marlene Thomsen |
| seit 1999 | nicht ausgetragen | nicht ausgetragen | nicht ausgetragen                        | nicht ausgetragen                      | nicht ausgetragen            |